# Sheppardia aequatorialis
Sheppardia aequatorialis là một loài chim trong họ Muscicapidae.